# 7278 Штоколов
7278 Штоколов (7278 Shtokolov) — астероїд головного поясу, відкритий 22 жовтня 1985 року.
Тіссеранів параметр щодо Юпітера — 3,168.